# Lista comunelor din Ouargla

Harta Algeriei cu provincia Ouargla evidențiată

Din provincia Ouargla fac parte următoarele comune:
- Aïn Beida
- Balidat Ameur
- Benaceur
- El Allia
- El Borma
- El Hadjira
- Hassi Ben Abdellah
- Hassi Messaoud
- Megarine
- M'Naguer
- Nezla
- N'Goussa
- Ouargla
- Rouissat
- Sidi Khouiled
- Sidi Slimane
- Taibet
- Tamacine
- Tebesbest
- Touggourt
- Zaouia El Abidia